# Auen-Blätterporling
Der Auen-Blätterporling (Trametes warnieri, Syn.: Lenzites warnieri) oder Auen-Blättling ist ein Porenpilz aus der Familie der Stielporlingsverwandten (Polyporaceae). Er besitzt einen korkigen, halbrunden und tellerförmigen Fruchtkörper ohne Stiel und eine lamellenförmige Fruchtschicht. Die Art ist ein Weißfäuleerreger an lebendem Holz. Ihr Fruchtkörper tritt am Stamm verschiedener Laubbaumarten entlang von Gewässern in submediterran-feuchtem Klima auf. Der Auen-Blätterporling bildet nur einmal im Leben Fruchtkörper aus, die im Frühjahr Sporen aussetzen und danach unfruchtbar werden.
Michel Durieu de Maisonneuve und Camille Montagne beschrieben die Art 1860 anhand eines Fundes aus Nordalgerien.

## Merkmale

### Makroskopische Merkmale

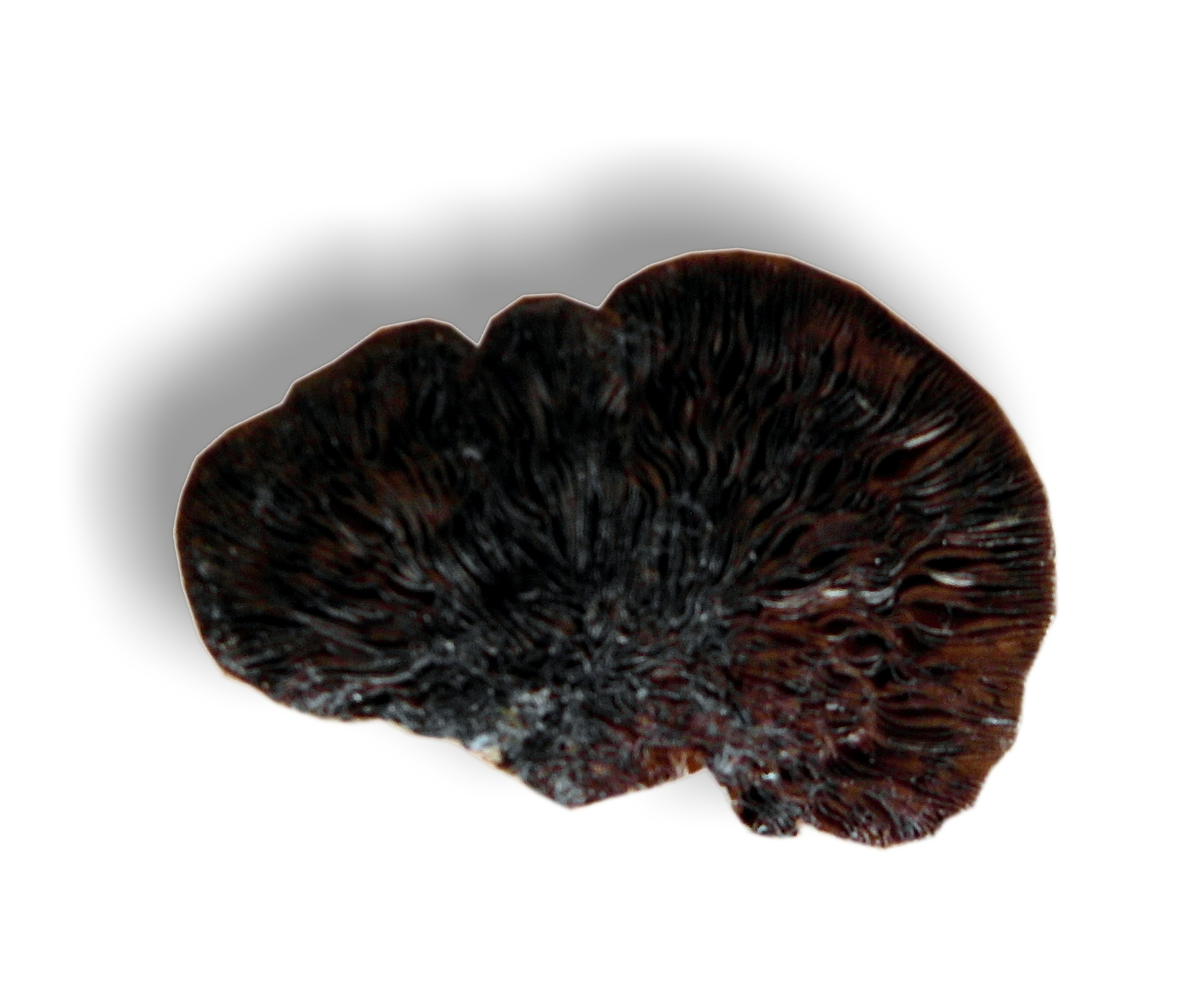
Getrockneter Fruchtkörper des Auen-Blätterporlings: Unterseite mit typisch lamellig-labyrinthischer Fruchtschicht. Der abgebildete Fruchtkörper ist ca. 7,5 cm breit.

Der Fruchtkörper des Auen-Blätterporlings ist ein flach halbtellerförmiger, halbrunder oder durch eine kleinere Einbuchtung in zwei „Hälften“ gegliederter Hut. Er wächst resupinat, sitzt also ohne Stiel direkt am Holz des Wirtsbaumes. Der Hut misst in der Breite 5–20 cm (sehr selten bis zu 45 cm), vom Hutansatz bis zum Hutrand 3–8 cm und ist 1–2 cm hoch. Die Oberfläche des Fruchtkörpers ist bei jungen Exemplaren samtig, wird mit zunehmendem Alter aber schnell kahl und glatt und entwickelt mitunter kleinere Höcker oder Warzen. Farblich variiert sie von einer hellen Cremefärbung bei jungen Fruchtkörpern bis zu einer grauen Tönung im Alter. Die Oberfläche ist zudem deutlich gezont; die Zonengrenzen sind gefurcht und dunkelbraun bis schwarz gefärbt. Das Hutfleisch hat eine zähledrig-korkige Konsistenz, ist jedoch relativ dünn und zeigt keinen klar abgegrenzten Übergang zu den Lamellen. Die Lamellen selbst sind ocker- oder pergamentfarben, gegabelt und mit bis zu 1 cm an der Basis verhältnismäßig tief. Unter dem Hutansatz laufen sie labyrinthartig ineinander.

### Mikroskopische Merkmale
Das im Wirtsholz wachsende Myzel (fädiges Hyphengeflecht) des Pilzes ist heterothallisch und tetrapolar. Der Auen-Blätterporling verfügt über eine trimitische Trama, das heißt ein Gewebe aus generativen Hyphen, Bindehyphen und Skeletthyphen. Während die generativen Hyphen für das Wachstum sorgen, dienen die verhärteten Skelett- und die dickwandigen Bindehyphen der Stabilität des Fruchtkörpers und verleihen ihm seine korkige Konsistenz. Die generativen Hyphen sind dünnwandig, hyalin, messen 2–3 µm im Durchmesser und verfügen über Schnallen. Die Bindehyphen sind robust, gewunden und stark verzweigt. Sie messen 3–5 µm im Durchmesser und gehen in Skeletthyphen der gleichen Größe über. Sie stoßen deutlich bis in die Fruchtschicht vor, was den Auen-Blätterporling von dem sympatrischen Birken-Blätterporling (L. betulinus) unterscheidet.
Zystiden wurden bislang nicht nachgewiesen. Mikroskopische Zellstrukturen des Pilzes, die von der Form her Zystiden ähneln, aber kleiner und dünner sind, stellen möglicherweise Zystidiolen oder noch nicht voll ausgebildete Zystiden dar. Die Basidien des Auen-Blätterporlings sind keulenförmig und verfügen über je vier Sterigmata von 4 µm Länge, auf denen die Sporen sitzen. An ihrer Basis besitzen die Basidien eine Schnalle. Sie werden 15–25 × 5–6 µm groß. Die hyalinen Sporen der Art sind regelmäßig oder gekrümmt zylindrisch geformt. Sie besitzen dünne Wände, reagieren negativ mit Melzers Reagenz und messen 7–9 × 3–4 µm.

## Verbreitung
Der Auen-Blätterporling ist aus einem weiten Gebiet der Paläarktis, aber nur von wenigen Lokalitäten bekannt. Meist gelang es nicht, frühere Funde in späteren Jahren zu bestätigen. Die bisherigen Funde stammen allesamt aus der gemäßigten bis submediterranen Zone. Das breite Wirtsspektrum des Auen-Blätterporlings deutet darauf hin, dass das Verbreitungsgebiet nicht vorrangig vom Vorkommen bestimmter Wirtspflanzen, sondern von den klimatischen Gegebenheiten bestimmt wird. Das Artareal klingt im südlichen Mitteleuropa relativ rasch nach Norden aus und umfasst nördlich von 48° N fast nur Ausnahmefunde in Wärmeinseln wie dem Oberrheingraben. Die entscheidende Nordgrenze ist offenbar die 18-°C-Juliisotherme. Die südliche Verbreitungsgrenze umfasst in Afrika den Atlas und angrenzende Regionen, in Asien verläuft sie etwa auf Höhe des 36. Breitengrades. Während jenseits der Nordgrenze des Verbreitungsgebiets zu niedrige Temperaturen für die Art herrschen dürften, ist die Südgrenze wohl durch zu trockenes Klima bestimmt.

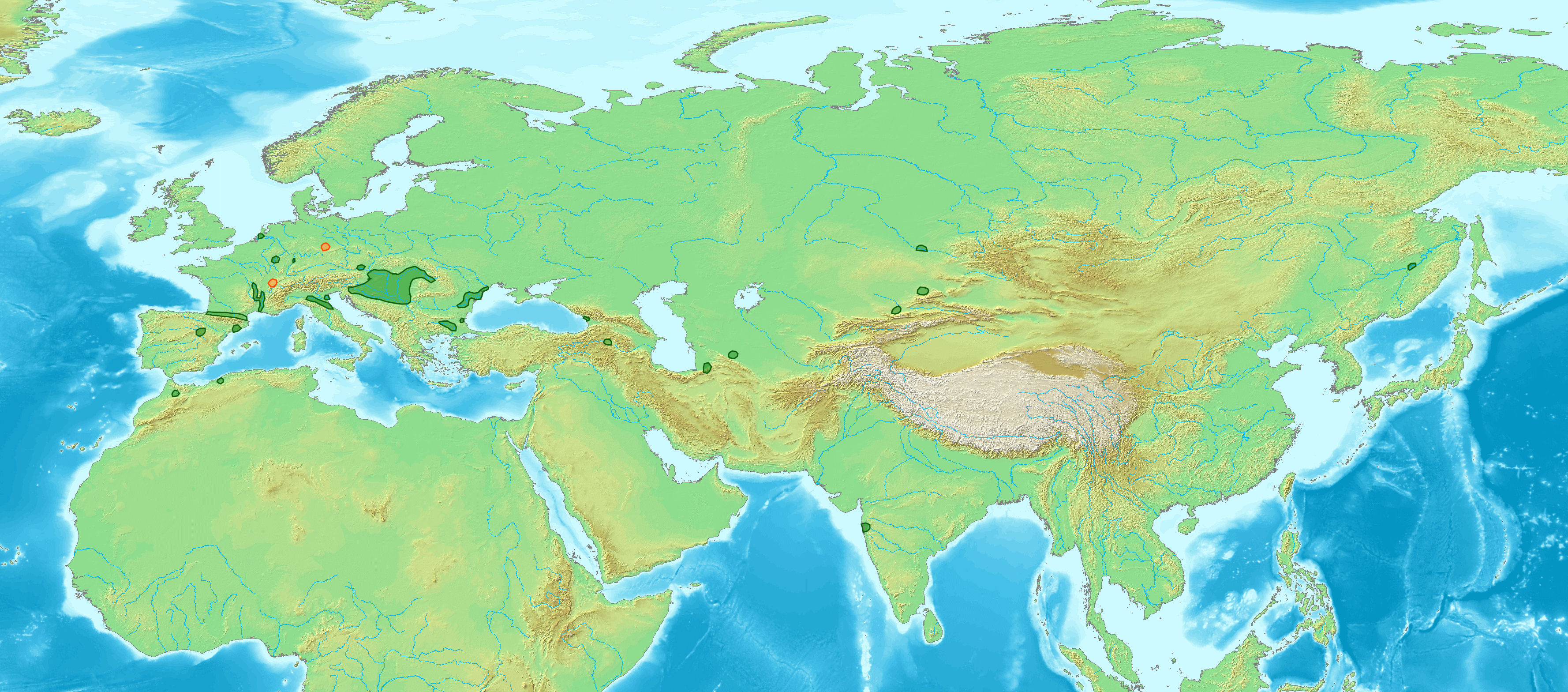
Fundorte des Auen-Blätterporlings. Rezente Verbreitung grün, fossile Nachweise orange.

Die südlichsten Fundstellen liegen im Hohen Atlas und dem küstennahen Algerien. Von der Iberischen Halbinsel liegen lediglich zwei Nachweise aus Barcelona und Guadalajara vor. In Frankreich existieren Vorkommen im Süden und Südosten sowie aus dem Département Yonne. Am deutschen Oberrhein gibt es zwei ehemalige Vorkommen, weiter nordwestlich wurde die Art im luxemburgischen Leudelingen gefunden. Die bislang nördlichsten Funde (51° 59′ N) stammen aus den Niederlanden, wo der Auen-Blätterporling an drei südholländischen Lokalitäten entdeckt wurde. In Italien beschränken sich die Vorkommen auf den Nordosten des Landes. Auf der gegenüberliegenden Seite der Adria schließt sich ein Gürtel von Fundstellen im kroatischen und serbischen Save-Donau-Gebiet an. In der größtenteils in Ungarn liegenden Pannonischen Tiefebene kommt der Auen-Blätterporling nahezu geschlossen vor. Weiter südwestlich existieren drei Fundstellen am mazedonischen Vardar, weitere drei in den bulgarischen Ostrhodopen und an der Schwarzmeerküste bei Primorsko.
Für das Gebiet der ehemaligen UdSSR liegen Funde in den ukrainischen Karpaten und Bilhorod-Dnistrowskyj vor, darüber hinaus aus dem georgischen Gagra, dem armenischen Ander und Turkmenistan. Nördlich davon gibt es nicht näher bestimmte Fundangaben für den nördlichen Kaukasus, die russische Schwarzmeerküste und den Ural. Im heutigen Kasachstan existieren drei Fundstellen aus der Oblast Ostkasachstan sowie dem Transili- und dem Dsungarischen Alatau. Der östlichste Fund stammt aus Wjasemski. In den Warmzeiten des Pleistozän reichte die Verbreitung offenbar auch in Gebiete, die heute kontinental-gemäßigtes Klima aufweisen, wie ein fossiler Fund aus Thüringen (Eem-Warmzeit) zeigt. Fossilfunde sind auch aus dem französischen Clairvaux-les-Lacs (Kupfersteinzeit) bekannt.

## Ökologie

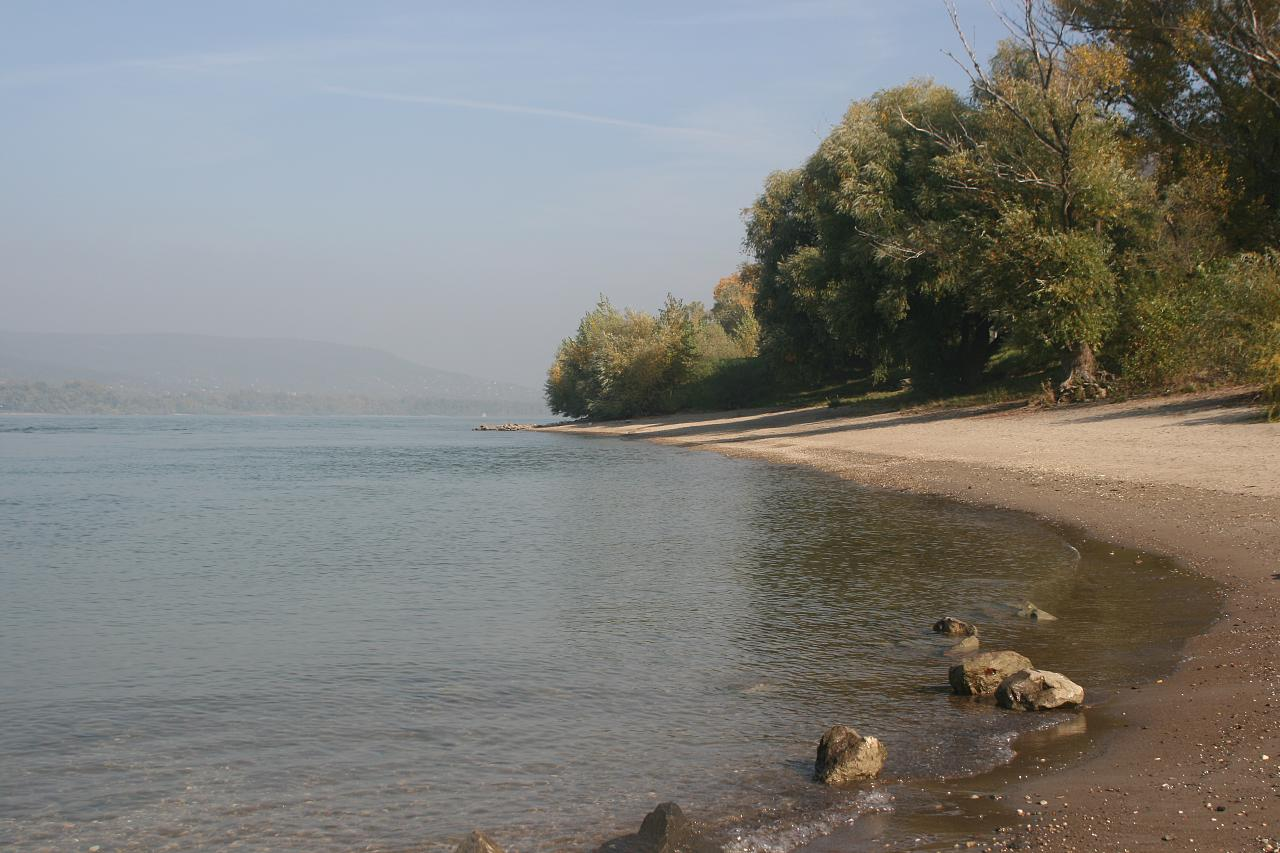
Feuchtwarme Auwälder wie hier im ungarischen Visegrád sind bevorzugte Lebensräume des Auen-Blätterporlings.

Als Wirte werden vom Auen-Blätterporling vor allem Weiden (Salix spp.), Ulmen (Ulmus spp.), Pappeln (Populus spp.), Erlen (Alnus spp.) und andere wärme- und wasseraffine Arten besiedelt. In der Regel findet sich der Auen-Blätterporling in Auwaldgesellschaften, Niedermooren und vergleichbaren Lebensräumen. Das Myzel der Art wächst nur bei warmen Temperaturen. Das Optimum für das Wachstum liegt in Kultur bei 37 °C. Der Auen-Blätterporling ist relativ winterhart, reagiert aber im Sommer empfindlich auf Temperaturstürze. Wohl aus diesem Grund wächst er bevorzugt an der Sonnenseite des Holzes. Die Seltenheit der Art in nördlicheren Breiten ist wahrscheinlich auf diese hohen Ansprüche zurückzuführen.
Die Art befällt stets lebendes Holz und ruft dort Weißfäule hervor. Dabei wird das Lignin der befallenen Regionen abgebaut; das Holz wird faserig, bleicht aus und verliert an Festigkeit. Die Sporen des Auen-Blätterporlings werden im Frühjahr vom Wind zum Wirtsbaum transportiert. Häufig findet sich lediglich ein einziger befallener Baum in direkter Nähe zu einer Gruppe nicht infizierter Bäume der gleichen Art. Das Myzel des Pilzes besiedelt das Wirtsholz und bildet im Herbst zahlreiche Fruchtkörper aus. Diese sind jedoch zunächst unfruchtbar und sporulieren erst im darauffolgenden Frühjahr, nachdem sie überwintert haben. Die Fruchtkörper sind einjährig und bilden nach der ersten Sporulation keine weiteren Sporen nach. Nach dem ersten Winter werden offenbar auch keine neuen Fruchtkörper mehr ausgebildet.

## Systematik und Forschungsgeschichte
Der Auen-Blätterporling wurde 1860 durch Michel Durieu de Maisonneuve und Camille Montagne erstbeschrieben. Das Typusexemplar stammte von dem algerischen Lac Alloula. Durieu und Montagne hatten es auf dem Gelände der Ferme de Kandouri aufgesammelt, dem Altersruhesitz des französischen Arztes und Politikers Auguste Warnier. Ihm zu Ehren erhielt die Art das Epitheton warnieri. Als Publikation der Erstbeschreibung werden meist die Annales de Sciences Naturelles (Botanique) angegeben. Tatsächlich erschien die Beschreibung aber auf Wunsch von Durieu bereits vorher in den Mémoires de la Société Linnéenne de Bordeaux.
Aufgrund von Unklarheiten bei der Identifikation und Artabgrenzung galt Lenzites reichardtii Schulz. 1880 für die europäischen Funde des Auen-Blätterporlings lange Zeit als gültiger wissenschaftlicher Name, da das Typusexemplar für diesen Namen kleiner war als das relativ große von Durieu und Montagne. Erst gegen Ende des 20. Jahrhunderts ging man dazu über, beide Namen als Synonyme zu betrachten. Auch eine Konspezifität mit dem Eichen-Wirrling (Daedalea quercina) wurde lange Zeit diskutiert: Giacomo Bresadola betrachtete Lenzites warnieri als Synonym von Daedalea quercina; eine Auffassung, der Albert Pilát 1940 folgte und für den Auen-Blätterporling die Bezeichnung Daedalea quercina f. lenzitoidea einführte. Der Eichen-Wirrling unterscheidet sich allerdings nicht nur durch sein labyrinthisches Hymenophor, sondern ist auch anders als der Auen-Blätterporling ein Braunfäuleerreger und befällt ausschließlich Eichen. Alix David konnte 1967 anhand von Kreuzungsstudien nachweisen, dass der Auen-Blätterporling und der Eichen-Wirrling zwei verschiedene Arten sind.
Der Auen-Blätterporling wurde lange in der Gattung der Blätterporlinge (Lenzites) geführt. Eine nahe Verwandtschaft dieser Gattung zu den Trameten (Trametes) wurde lange Zeit vermutet und in DNA-Analysen auch bestätigt. Tatsächlich wiesen diese Untersuchungen darauf hin, dass sowohl der Auen-Blätterporling als auch der sympatrische Birken-Blätterporling (T. betulina) innerhalb der Trameten stehen und die Blätterporlinge polyphyletisch sind. Als Schwesterarten des Auen-Blätterporlings kommen sowohl der Birken-Blätterporling als auch Lenzites acuta aus den Tropen der Alten und Neuen Welt in Frage. Ersterem widersprechen DNA-Studien, für die zweite Art fehlen entsprechende Erbgutanalysen.